# Marcel Gotlib
Marcel Gotlib o simplemente Gotlib era el seudónimo del historietista francés Marcel Mordekhai Gottlieb (París, 14 de julio de 1934-Yvelines, 4 de diciembre de 2016). Fue uno de los autores europeos de más renombre. Su personaje más conocido es Gai-Luron, y también son célebres sus historietas cortas, agrupadas en la serie Rubrique-à-Brac.

## Biografía
Gotlib era hijo de emigrantes judíos: padre rumano, detenido y desaparecido en 1942, y madre húngara. Pasó parte de su infancia en un orfanato y empezó a dibujar en la adolescencia. Estudió dibujo publicitario en la escuela de Artes y Oficios de la capital francesa, y en 1959 publicó sus primeros trabajos como ilustrador. 
Trabajó en las revistas Récord y Pilote y fue cofundador de L'Écho des Savanes (con Nikita Mandryka y Claire Bretécher) y de la importante Fluide Glacial.
En 1991 recibió el gran premio del Festival del Cómic de Angulema.

## Obra
Gotlib hacía un cómic provocador, de carácter humorístico, con un dibujo detallista que descompone y amplifica los movimientos de sus protagonistas (lo que se ha llamado dibujo excesivo).